# Puerto Morazán
Puerto Morazán är en kommun (municipio) i Nicaragua med 15 490 invånare (2012). Den ligger i den västra delen av landet vid gränsen mot Honduras, i departementet Chinandega. Mitt igenom kommunen rinner Estero Real deltat, en av de största våtmarkerna i Centralamerika, med ett mycket rikt fågelliv.

## Geografi
Puerto Morazán gränsar till Honduras i norr, till kommunerna Somotillo och Chinandega i öster, till kommunen El Viejo i söder och sydväst, och till Stilla havet och Fonsecabukten i nordväst. Kommunens största ort är centralorten Tonalá med 4 645 invånare (2005). Näst största ort är hamnstaden Puerto Morazán med 1 400 invånare.

## Historia
Kommunen grundades 1946.

## Näringsliv
Den södra delen av kommunen, runt centralorten Tonalá, är en jordbruksbygd med omfattande banan och sockerrörsodlingar. I den norra delen av kommunen, som består av Estero Real deltat, är räkodling den huvudsakliga inkomstkällan.